# Тёракудзу (станция)
Станция Тёракудзу (яп. 長楽寺駅 Тёракудзу эки) — железнодорожная станция на линии Астрам-лайн расположенная в районе Асаминами, Хиросима. Островная, эстакадная крытая станция. Станция была открыта 20 августа 1994 года. На станции установлены платформенные раздвижные двери.

## История
Открыта 20 августа 1994 года.

## Близлежащие станции
| «        |  | Линия             |  | »    |
| -------- |  | ----------------- |  | ---- |
| Такатори |  | Линия Астрам-лайн |  | Томо |